# Flusso nell'acquisizione delle lingue straniere
Il flusso nell'acquisizione delle lingue straniere è lo stato mentale o stato di coscienza di "flusso" (o di "esperienza ottimale") che si attiva specificatamente nell'attività di acquisizione delle lingue straniere (L2).
In realtà, questo stato si può ritrovare anche nell'acquisizione della lingua nativa, per esempio nel momento in cui un ragazzo legge un libro estremamente coinvolgente nella propria lingua nativa: leggendo, migliora le proprie competenze in L1. Lo stato di flusso si può anche usare in qualunque altra attività di apprendimento extrascolastica e all'interno della didattica di qualunque materia in contesto scolastico (e.g., matematica e le altre STEM), per cui svariate scoperte nel flusso nel campo dello studio di L2 sono generalizzabili.
L'attivazione dello stato di flusso durante le attività di acquisizione di una L2 permette di aumentare in modo progressivo sia le competenze che la motivazione a studiare una lingua straniera. Pertanto, i fattori psicologici (in particolare quelli studiati dalla psicologia positiva) sono fondamentali sia per innescare il flusso che per aumentare la motivazione nei discenti, come già aveva teorizzato Krashen nell'ipotesi del filtro affettivo nel campo dell'acquisizione delle lingue straniere.

## Il concetto di flusso
Il flusso consiste in psicologia positiva in un forte coinvolgimento mentale attivo che però non provoca alcuna sensazione spiacevole di stare compiendo uno sforzo cognitivo; inoltre, lo stato di flusso isola la persona da qualunque altro stimolo distraente o preoccupazione, rende la persona dimentica di sé e altera la percezione del tempo, per cui la persona si accorge in un secondo momento che sono passate anche delle ore. Nel caso limite, si altera la percezione di stimoli fisiologici come la fame, la sete e il sonno. In questo stato d'immersione, infine, non esiste alcuna percezione di ricompensa esterna per l'azione in svolgimento siccome il piacere deriva dall'azione stessa: l'azione è dunque fine/indirizzata solo a se stessa e non a una ricompensa esterna, dunque è un'azione autotelica. Lo stato di flusso, dunque l'esperienza di immersione totale, di assorbimento completo, di concentrazione completa e di massima positività viene vissuto da persone di più culture e etnie e viene riconosciuto facilmente da queste ultime. A causa dell'alta concentazione e attenzione sul task, si evita il fenomeno del vagabondaggio della mente e gli errori collegati ai momenti di deconcentrazione. Lo stato di flusso può anche essere raggiunto e mantenuto durante un'attività di gruppo, per cui il viene detto "flusso di gruppo" (group flow) in quanto cessa di essere uno stato individuale.
Il concetto di flusso come stato di coscienza, che rasenta quello di trance, di "azione autotelica" e di "personalità autotelica" come di persona che agisce perché gratificata dall'azione in sé sono stati introdotti nel 1975 da Mihály Csíkszentmihályi. Un'opera fondamentale a tema è "Flow: the Psychology of Optimal Experience" di Csikszentmihalyi (1990).
Egbert (2003) ha indagato lo stato di flusso in varie attività come la danza, la lettura, il rock climbing, lo svolgimento di attività di matematica, la creazione di arte, il gioco degli scacchi e l'uso di videogiochi, a cui si aggiungono anche le corse in moto dei motociclisti e le attività di acquisizione delle lingue straniere o di rinforzo della L1, in particolare la lettura in L2 e L1.
Anche il docente, durante le attività didattiche (e.g., acquisizione linguistica), può sperimentare lo stato di flusso quando è intrinsecamente motivato a svolgere le attività didattiche. Inoltre, i docenti sono generalmente capaci di riconoscere lo stato di flusso nei discenti e sia i docenti che i discenti possono sperimentare il flusso in uno stesso momento siccome lo stato di flusso è contagioso; in altre parole, può essere co-costruito tra docente e discenti (Şentürk, 2012; Tardy e Snyder, 2004). Un fenomeno analogo è presente emozioni, siccome quelle del docente possono contagiare i discenti; il risultato è stato trovato dalla ricerca svolta durante le lezioni di lingua straniera. Quindi, degli atteggiamenti che portano all'anti-flusso (e.g., noia verso le L2 e ansia verso le L2) possono innescare un anti-flusso nei discenti. Il flusso, quando coinvolge l'intera classe, è detto "flusso di classe" (Classroom flow) e il suo analogo in un gruppo di lavoro è detto "flusso di gruppo" (Group flow). Il flusso di classe può aiutare i discenti che soffrono di ADHD, dunque di un DSA (disturbo specifico dell'apprendimento) che può anche non essere diagnosticato.
La teoria del flusso si basa sulla descrizione di un'esperienza, ad esempio durante un task a scuola (e.g., imparare una L2), mentre la teoria della resistenza (Resistance Theory) nell'educazione si riferisce a comportamenti intenzionali, consci e sistematici da parte degli studenti nei confronti del docente e dei compagni (Sever, 2012; Yıldız and Sarı, 2019). Esempi di comportamenti di resistenza intenzionale sia attiva che passiva sono l'obbedienza controvoglia ("reluctant compliance"), copiare, ignorare le richieste del docente e compagni, non partecipare alla lezione (da non confondere con il mind wandering a volte benigno) e non volere studiare intenzionalmente. Alcune di queste azioni possono anche danneggiare l'apprendimento dei compagni motivati. Le esperienze di flusso permettono di allontanare comportamenti di resistenza intenzionale. Tipicamente, i maschi mostrano maggiori comportamenti di resistenza all'apprendimento rispetto alle femmine. Infatti, secondo quanto scoperto da Dewaele et al. (2016), le donne tendono maggiormente a trovare l'apprendimento delle L2 come piacevole, sono maggiormente coinvolte nel processo di apprendimento e sentono maggiormente orgoglio per i propri risultati raggiunti; di contro, tendono a sentire più ansia quando credono di rischiare di fare errori. La differenza tra i due generi comunque non è enorme.

### Il flusso nelle attività online
Le attività di insegnamento di una L2 online possono innescare il flusso nei discenti. I docenti, in particolare, secondo uno studio di Zhao e Khan (2022), avevano il pieno comando di tali attività a livello di abilità; durante il flusso, riuscivano a affrontare il topic in modo chiaro e adeguato. Inoltre, sia i docenti che i discenti erano competenti nell'uso delle tecnologie DaD, per cui le usavano in modo scorrevole e senza intoppi che provocavano insicurezze. Dopodiché, usavano una comunicazione di tipo reale e autentico, per cui il focus era sul contenuto e non su una forma trattata e/o selezionata in modo artificiale e troppo semplificato, per esempio con una segmentazione eccessiva dell'input per cui un episodio comunicativo è interamente basato su una sola caratteristica grammaticale, i.e., "la struttura del giorno" e il teacher talk.
Tuttavia, secondo uno studio svolto sulla DaD durante la pandemia di COVID-19, la durata del flusso è molto più breve rispetto a quello innescato nella didattica in presenza. La prima causa è la compresenza del docente e dei discenti nella stessa stanza, per cui l'immersione nelle attività è fisica e comune: le attività collettive e in presenza vengono co-costruite. Inoltre, come seconda causa, le fonti di distrazione nella DaD sono maggiori rispetto a quelle presenti nell'ambiente fisico della classe; alcune fonti sono collegate al mezzo virtuale, come ad esempio la possibilità di chattare con gli amici sui social media, navigare in internet e fare giochi online, mentre altre sono estrinseche e sono ad esempio un genitore che entra nella stanza durante la lezione in diretta e distrae il discente. Infine, come terza causa, il docente non riesce a controllare bene i discenti distratti nelle attività in DaD e intervenire tempestivamente, differentemente a quanto può avvenire in classe. Siccome lo studio è stato svolto durante la pandemia di COVID-19, gli autori ipotizzano inoltre che la scarsa durata del flusso derivava da preoccupazioni di fondo legate alla pandemia e dallo stress derivato dall'isolamento sociale e dai decessi in famiglia. Inoltre, secondo Zhao e Khan, la comunicazione in DaD è più prona a diventare inautentica siccome online non c'è interazione fisica diretta e tutta o gran parte della comunicazione non verbale si perde a causa delle dimensioni dello schermo; nel caso limite, è impossibile avere informazioni sui discenti se tengono la telecamera spenta.
I discenti che erano proni a entrare in flusso durante le attività di insegnamento in classe erano più proni a entrare in flusso nelle stesse attività svolte online, per cui una variabile è la personalità autotelica. I docenti stessi possono entrare in stato di flusso anche mentre svolgono delle attività di insegnamento online, come ad esempio l'insegnamento dell'inglese come L2. Il flusso si può sperimentare anche nelle attività di apprendimento delle L2 svolte tramite app sul cellulare.
Nonostante l'implementazione di attività in contesto scolastico che inneschino e sfruttino lo stato di flusso sia una strategia fondamentale e che porta a risultati, la Teoria del flusso è stata raramente usata nel contesto dell'istruzione pubblica e scuola dell'obbligo; inoltre, la ricerca sul flusso nello studio delle lingue straniere al 2021 era scarsa.

## Il flusso nell'acquisizione delle L2

### Il Modello di Flusso
Il flusso è sempre innescato da un'azione, per cui l'azione stessa è l'innesco/trigger. Le attività di acquisizione di una L2 (e/o di miglioramento della propria L1) possono triggerare lo stato di flusso. Il flusso nell'acquisizione delle lingue straniere può essere sentito durante attività di acquisizione sia in classe che fuori dalla classe che da autodidatta.
Secondo Csikszentmihalyi (1990), alcuni stati psicologici sono determinati da una particolare combinazione di sfida e abilità all'interno di un'attività e tali combinazioni sono state riassunte nel Modello di Flusso (Model of Flow), un diagramma creato da Whalen (1997); il Modello di Flusso è valido anche nelle attività di acquisizione di L2. In particolare:
- l'apatia è il risultato di un'attività a bassa difficoltà per cui chi la svolge ha un basso livello di abilità.
- Il rilassamento è il risultato di un'attività a bassa sfida e alte abilità.
- L'ansia è il risultato di un'attività a alta sfida e basse abilità.
- Il flusso è il risultato di un'attività a alta sfida e alte abilità.

Siccome il flusso è il risultato di alta sfida e alte abilità, una qualunque attività di acquisizione linguistica di una L2 che innesca il flusso deve essere una sfida affrontabile in partenza.
Siccome lo stato di flusso è apprezzato da chi lo sente ed è ricercato, un'azione che porta allo stato di flusso è ripetuta nel corso del tempo. Pertanto, il flusso secondo Almetev in senso figurato "provoca dipendenza" (addictiveness). Questa dipendenza che porta i soggetti a ripetere e replicare le azioni che portano al flusso e a lanciarsi in comportamenti esplorativi dunque culmina in un sempre maggiore apprendimento (e, nel caso dell'acquisizione linguistica, a una sempre maggiore formazione delle competenze in L2 e anche in L1): infatti, le proprie abilità sono già alte ma il task già in partenza è una sfida, per cui per esempio il task è leggermente più complesso delle proprie abilità; in altre parole, è un passo più in là delle proprie abilità ed è leggermente oltre il proprio livello di abilità. Il task dunque deve mettere alla prova lo studente e ricorda il concetto di zona di sviluppo prossimale (Zone of Proximal Development, ZPD) di Vygotsky. Lo stato di flusso è dunque un veicolo perfetto per l'apprendimento potenzialmente di qualunque cosa, incluse le lingue straniere. Nel caso dell'acquisizione delle L2, il task (e.g., ricezione di input comprensibile, produzione orale...) deve essere leggermente superiori alle abilità linguistiche del discente accumulate fino a quel momento; le attività a bassa sfida, portano alla noia verso le lingue straniere. In generale, tali attività non portano a nuovo apprendimento o a nuova acquisizione. Lo stesso Vygotsky ha teorizzato che le attività facili portano i discenti a entrare nella zona di comfort ("comfort zone") ad annoiarsi e a non imparare niente, per cui non si innesca quello che Csikszentmihalyi ha chiamato "flusso" e l'attività è una perdita di tempo; di contro, se l'attività è troppo difficile, i discenti entrano nella zona di frustrazione ("frustration zone"); in campo psico-linguistico, può innescarsi l'ansia verso le lingue straniere, che mina il successo nell'apprendimento e/o acquisizione in contesto sia scolastico che extrascolastico. Emozioni negative come l'ansia e la noia sono esperienze anti-flusso; in particolare, l'apatia è diametralmente opposta allo stato di flusso.
Siccome l'esperienza di flusso porta a replicare i task e a migliorare nel tempo in una L2 e in altre attività, l'apprendimento di qualunque conoscenza e acquisizione linguistica in contesto di stati di flusso viene detto da Egbert "apprendimento ottimale" (Optimal Learning), espressione coniata come parallelismo di "esperienza ottimale" e "performance ottimale". In base a una puntualizzazione fondamentale di Schmidt e Savage (1992), quando il Modello di Flusso parla di attività a bassa difficoltà e abilità bassa, non intende "bassa" in senso assoluto, ma in senso relativo: un task di acquisizione linguistica può essere di difficoltà oggettivamente bassa (e.g., la differenza tra Simple Present e Present Continuous in inglese) ma essere soggettivamente una sfida per un discente che ha appena iniziato a studiare entrambi gli argomenti o il secondo dei due. Pertanto, un task che potrebbe innescare l'apatia in realtà per il discente principiante può essere considerato una sfida. Dunque, anche i principianti e novizi assoluti in un'attività (inclusa l'acquisizione di una L2) possono entrare in stato di flusso; dunque, le loro prime competenze fin dal livello pre-A1 possono essere costruite e rinforzate già in stato di flusso e con attività orientate al flusso.

### Caratteristiche delle attività-innesco
I docenti e educatori che in generale usano l'ingresso in stato di flusso per migliorare l'apprendimento sono detti "educatori orientati al flusso" ("flow-minded educators") e si occupano di selezionare e/o creare le attività che innescano il flusso in base a un monitoraggio continuo del livello di abilità dei propri discenti, altrimenti cadrebbero in apatia o rilassamento; il monitoraggio può avvenire con test valutativi che possono non fare media e/o con griglie di riferimento con il Quadro comune europeo di riferimento (QCER). Secondo uno studio svolto sul flusso nelle attività online, gran parte dei docenti non sapeva cosa fosse il concetto di "flusso" negli studi di psicologia, anche se tutti sapevano cosa fosse a livello di esperienza; solo due docenti sapevano cosa fosse il flusso siccome avevano svolto ricerche nel campo della psicologia positiva per interesse personale.
Nel caso delle attività scolastiche, incluse quelle di acquisizione, le caratteristiche delle attività che fungono da innesco per lo stato di flusso in un discente sono:
- task interessante, motivante, godevole/piacevole/gradevole/dilettevole e emotivamente positivo e energizzante secondo il discente, al punto che la ricompensa dell'azione è l'azione in sé (l'azione è cioè fine non a una ricompensa esterna, ma è fine a se stessa: è "autotelica")
- difficoltà del task solo un passo più in là delle competenze del discente
- obiettivi del task di tipo immediato,[16] chiari e non in conflitto tra loro, per cui il discente sa cosa sta facendo e qual è l'obiettivo finale nel brevissimo termine

Il fatto che la difficoltà del task sia solo un passo più in là delle competenze del discente porta questa caratteristica a legarsi con il concetto di autoefficacia di Bandura, cioè alla consapevolezza da parte del soggetto (in tal caso, un discente di L2) di riuscire a portare a termine il task. Inoltre, questo fatto si lega anche al modello di apprendimento "broaden-and-built" di Frederickson (2001), per cui la conoscenza nuova nel discente si costruisce solo a partire da quella che già possiede.
Non è tassativamente necessaria della tecnologia costosa per rendere le attività accattivanti e innescanti il flusso, per cui un'attività può essere facile da implementare, spartana a livello di mezzi richiesti e comunque riuscire a triggerare il flusso. A queste caratteristiche, si aggiunge la caratteristica di background di un alto livello di concentrazione e la possibilità di ricevere feedback immediato da parte del docente o dei compagni se si pratica l'apprendimento tra pari (peer learning); il feedback è richiesto direttamente dal discente quando lo ritiene opportuno. Shernoff e Csikszentmihalyi (2009) hanno notato che gli studenti, anche se forzati con successo a concentrarsi ad alti livelli, possono non sentire l'esperienza di flusso siccome l'attività è considerata noiosa, demotivante e sgradevole. Dunque, la capacità di concentrarsi è necessaria ma non sufficiente a innescare il flusso. La mancanza di concentrazione per qualunque motivo (inclusa la noia) porta alla distrazione a causa di pensieri scorrelati dal task.
Il fatto che il discente di L2 perda la consapevolezza di sé a causa dell'assorbimento totale nell'attività permette in primis di abbassare quello che Krashen chiama "filtro affettivo", per cui l'acquisizione di una lingua straniera è facilitata. Dopodiché, aumenta la voglia di comunicare (Willingness to Communicate, WTC) del discente, per cui è più prono a produrre output, a esercitare la lingua e eventualmente a ricevere correzioni indirette da parte del docente per migliorare. Poi, in generale si azzera l'ansia verso le lingue straniere, che è una forma d'ansia situazionale che porta un discente a ottenere risultati peggiori sia in ambito scolastico che da autodidatta. Infatti, in stato di flusso, ogni ansia cessa momentaneamente di esistere. Infine, la tendenza a ricercare le esperienze di flusso nell'acquisizione di L2 in quanto sentite interiormente come positive porta il discente non solo a aumentare le proprie competenze linguistiche e rinforzare e mantenere quelle già acquisite, ma gli permette di basare le proprie attività sulla motivazione intrinseca (l'azione stessa e il piacere interiore) invece che su una qualunque motivazione estrinseca: quando quest'ultima manca o non viene erogata, il discente può demotivarsi, mentre quando è presente ed è l'unica motivazione per cui il discente si applica, il discente fondamentalmente si forza a fare un'azione. La motivazione, nel caso delle L2, porta a replicare un task di acquisizione linguistica o a ripetere quanto appena affrontato, inverando dunque i motti latini "repetita iuvant" e "repetitio est mater".
Secondo uno studio di Jacobs e Morgan (2022), le attività in una classe di lingua straniera che innescavano il flusso avevano le seguenti caratteristiche:
- centrate sugli studenti
- aperte (open-ended), dunque flessibili
- autentiche e dotate di significanza/pregnanza ("meaningful")[10]
- non competitive tra studenti

Di contro, le attività di insegnamento della lingua straniera che tendevano a non innescare il flusso erano centrate sul docente, chiuse, inautentiche e innescavano la competizione tra studenti.
Sempre secondo Jacobs e Morgan, nella scuola primaria i discenti di L2 erano più motivati da attività che imitavano situazioni di vita reale, dunque situazioni che avrebbero incontrato fuori dalla classe e dotate di connessioni con il mondo reale. Uno studio di Wang et al. (2021) incentrato sugli studenti universitari ha raggiunto la stessa conclusione. Derakhshan et al. (2020) ha pure raggiunto la stessa conclusione con il percorso inverso, cioè chiedendo quali attività demotivavano gli studenti: le attività irrilevanti o irrealistiche erano le meno motivanti. Henry e Thorsen (2020) hanno poi scoperto che le attività aperte e flessibili sono motivanti perché, nel momento in cui il discente ha controllo e agency su queste attività e dunque sul suo percorso di apprendimento, il discente può essere se stesso e rimanere ancorato alla sua vera identità.
Il fatto che il docente debba migliorare l'ambiente di insegnamento per innescare il flusso lega la teoria del flusso anche alla teoria dell'autodeterminazione (Self-Determination Theory, SDT), che spiega che il docente migliora l'ambiente d'insegnamento se conosce gli interessi e passioni dei discenti, adotta un atteggiamento amichevole e disponibile (e.g., risponde alle domande pertinenti quando vengono poste, accetta la presenza di emozioni negative dei discenti) e supporta la formazione di legami tra studenti (Haukås et al., 2022). La teoria dell'autodeterminazione offre ulteriori spunti per le attività che innescano il flusso (Ryan and Deci, 2000 e 2017). Le attività devono infatti soddisfare i bisogni dei discenti di:
- autonomia: le attività caratterizzate da autonomia fanno sentire il discente in controllo delle proprie azioni e decisioni e gli danno una sensazione di potere scegliere
- competenza: tali attività fanno sentire il discente capace di svolgere il task e dunque di sentirsi esperto e confidente nelle proprie abilità
- connessione/affinità/legame/relazione (relatedness): le attività dotate di relazionalità hanno la caratteristica di fare sentire il discente connesso all'interno di un gruppo sociale, per cui le interazioni sociali positive (di supporto e importanti/dotate di significanza e pregnanza) sono promosse.

Qualora queste caratteristiche non vengono rispettate, i discenti sentono che i propri bisogni psicologici non sono stati raggiunti/soddisfatti, possono demotivarsi e adottare comportamenti di resistenza passiva all'apprendimento (e.g., disimpegno e riluttanza).

### Esempi di attività-innesco
Una delle attività al mondo che innesca più facilmente lo stato di flusso in quanto viene citata come attivatore/trigger è proprio la lettura, fermo restando che l'esperienza di flusso non si attiva se l'azione da svolgere è troppo difficile o troppo facile rispetto alle proprie abilità: in tali casi, in contesto di insegnamento della lingua straniera, si innescano l'ansia verso le lingue straniere e la noia verso le lingue straniere. La lettura più motivante in assoluto è quella svolta in autonomia e su testi scelti in autonomia in base ai propri interessi (Free Voluntary Reading, FVR), anche se attività di FVR possono avvenire in classe (e.g., metodo Book Flood di Elley, 1991, per cui si mescolano diverse attività di FVR in classe e a casa); se i testi sono in L2 e sono composti da input linguistico in forma scritta comprensibile, può avvenire l'acquisizione della L2.
Un'altra attività è in generale l'acquisizione di una lingua straniera basata sull'ipotesi dell'input più uno (i+1) di Krashen. L'acquisizione di una qualunque lingua (L1 e L2) è basata sulla ricezione di messaggi scritti e/o orali che vengono compresi dal discente; qualora il messaggio contenga un elemento nuovo detto "+1" (e.g., un elemento grammaticale come un suffisso morfologico) per cui è comprensibile almeno al 90%, la comprensione del nuovo e la sua esposizione continua permette l'avanzamento progressivo nelle competenze linguistiche. Siccome una piccola parte del messaggio non è completamente comprensibile, le abilità del discente sono quasi pari a quelle del parlante nel momento in cui parla. Dunque, l'attività di ricezione dell'input può innescare il flusso.
Un'altra attività specifica indicata come innesco dello stato di flusso in una lezione di L2 è il dialogo in lingua straniera con i discenti. In particolare, le attività di comunicazione erano caratterizzate da una "comunicazione autentica".
Nello studio di Jacobs e Morgan (2022), è stato somministrato a un gruppo di discenti di varie L2 europee un questionario anonimo per individuare le attività-innesco. Il questionario poneva la seguente domanda: "Descrivi uno specifico evento o episodio nella tua classe di L2 dove allo stesso tempo: a) ti stavi divertendo, b) eri altamente focalizzato sull'attività, c) ti sentivi in controllo, d) lavoravi verso sfide raggiungibili. Per favore, cerca di specificare che lingua straniera era." Il questionario è stato compilato al di fuori dalle attività scolastiche per non innescare ansia, ha evitato il lessico tecnico come "flusso" e poteva contenere anche più di una risposta. Gli 82 partecipanti hanno indicato 146 risposte, tra cui il fatto di scrivere una fiaba in L2 con contenuto a piacere: solo il genere testuale era prestabilito. Il paper non cita altri esempi di risposte. Tuttavia, esempi analoghi a un esercizio di scrittura creativa sono la dettatura al docente di una storia o dialogo da parte dei discenti in L1 poi tradotto in L2 (Language Experience Approach, ideato da Roach Van Allen) e l'improvvisazione di un monologo o dialogo calato in un contesto.
Esistono anche delle attività-innesco del flusso fuori dall'aula: oltre alla lettura libera a casa, cioè lettura per piacere o lettura extracurriculare, è possibile l'uso di giochi e applicazione online o sul cellulare; nel caso delle L2, possono gamificare il loro studio.

### Le fluttuazioni del flusso e la motivazione
Nel contesto dell'apprendimento dell'inglese come lingua straniera, un gruppo di 113 discenti è stato invitato a scrivere un diario a cadenza settimanale per otto settimane. Nel corso delle settimane, i discenti di inglese in generale hanno mantenuto un livello moderato di esperienza di flusso; se visto più da vicino, il livello di esperienza di flusso è andato crescendo nell'arco delle settimane, per cui l'andamento dei flussi ha mostrato un pattern di progressiva crescita.  Questo pattern di progressiva crescita è stato confermato da altri studi sul flusso (Mao et al., 2023; Payant e Zuniga, 2022). Siccome il flusso è un'esperienza il cui livello si modifica lungo il tempo, per cui può fluttuare.
Secondo lo stesso Csikszentmihalyi (2007), nei corsi di lingua straniera nelle scuole pubbliche, la motivazione intrinseca è più importante di quella estrinseca pure se la motivazione estrinseca e i sistemi di ricompense esterne e tangibili sono meglio comprensibili e misurabili da parte dei discenti. In particolare, la motivazione intrinseca è fondamentale nei bambini delle scuole elementari, siccome i pensieri legati alla motivazione estrinseca (in particolare quelli legati alla carriera lavorativa) sono pressoché assenti. Pertanto, le attività in primis non dovrebbero essere ancorate a motivazioni estrinseche.
La motivazione intrinseca, che è un elemento fondamentale per innescare il flusso nelle attività anche scolastiche (e.g., acquisire una L2), secondo la teoria dell'autodeterminazione (Ryan e Deci, 2000), nasce nel momento in cui una persona ha un livello sufficiente di competenza per svolgere il task, un livello sufficiente anche di autonomia e indipendenza e un grado di coinvolgimento nell'attività. Inoltre, Piniel e Albert (2017) hanno scoperto che un apprendente di lingua straniera diventa più facilmente immerso nelle attività in classe se prova curiosità verso la lingua, per cui nasce la motivazione a partecipare; più la curiosità aumenta, più è facile che sperimentino il flusso in classe. La motivazione intrinseca a svolgere un task porta al flusso anche quando il risultato dell'attività è scarso (e.g., un voto basso a causa di numerosi errori che rendono una produzione orale o scritta non intelligibile). Anche dopo che il discente apprende che il voto è basso, può comunque provare soddisfazione per l'alto livello di concentrazione e piacere sentito mentre svolgeva il task.
Inoltre, anche le esperienze passate di apprendimento o acquisizione di una L2 portano a motivare o demotivare un discente: le esperienze positive tendono a motivare, per cui sentire il flusso durante il contatto con una L2 è una serie di esperienze positive che, sommandosi, contribuiscono a aumentare la motivazione. La motivazione che aumenta nel tempo viene detta "motivazione emergente".
Nel caso in cui la motivazione verso la L2 sia già bassa, per un discente demotivato è molto più difficile entrare in stato di flusso; al contrario, è molto più facile subire un'esperienza di anti-flusso, come ad esempio l'apatia. Secondo il modello di Pienel e Albert (2017), esiste un circolo virtuoso per cui la motivazione verso L2 incide positivamente sul flusso, che incide a sua volta positivamente sull'autoefficacia, che incide a sua volta positivamente sulla motivazione verso L2. Qualora la motivazione sia già bassa in partenza, il circolo virtuoso si ribalta in un circolo vizioso in cui la motivazione, alla fine del circolo, continua sempre di più a calare. Dunque, se si innalza in partenza la motivazione dei discenti di L2, aumenta la probabilità di entrare in stato di flusso dentro l'aula. Questi due modelli, detti "modelli circolari", sono stati ipotizzati e confermati dall'osservazione di alcuni questionari somministrati a degli studenti di inglese L2 di scuola superiore a Budapest (Ungheria); i questionari erano basati su una scala di Likert a 5 punti e interamente anonimi.
Dörnyei (2005; 2009) ha proposto nella ricerca scientifica il l'auto-sistema di motivazione in L2 (L2 Motivation Self System, L2MSS) come modello di motivazione nello studio delle L2. Secondo il suo modello, tutti i discenti di lingua straniera al mondo possiedono un sé motivazionale di L2 (L2 motivational self), cioè delle rappresentazioni di chi i discenti sono e di chi diventeranno; queste rappresentazioni sono formate a partire dai propri obiettivi individuali, dalle interazioni con la società e dagli interventi del docente. Il sé motivazionale in L2 conduce direttamente al flusso siccome i discenti di base vorranno avere a che fare con quelle attività di insegnamento di L2 che si allineano al sé motivazionale; di conseguenza, raggiungeranno il flusso solo durante tali attività. Riguardo alle interazioni con la società, il sé motivazionale di L2 è il risultato non solo di obiettivi individuali e interventi del docente, ma è anche il risultato di una proiezione del discente come membro di una o più comunità immaginarie (imagined communities) nel presente e nel futuro; le comunità immaginarie sono gruppi di persone che hanno almeno un legame in comune grazie a tratti identitari e interessi, ma che ancora non si conoscono tra loro. Il discente, che in partenza ha degli obiettivi personali, in più si immagina come membro e nodo di una comunità e desidera diventare tale nella realtà. Dunque, il discente prova interesse e raggiunge più facilmente il flusso con attività di apprendimento o acquisizione di L2 che lo avvicinano alle sue comunità immaginarie a cui vorrebbe appartenere. La propria visione del sé futuro e della sua appartenenza a un gruppo dunque guida l'apprendimento o acquisizione del linguaggio e porta a innescare il flusso in attività che sono connesse a ciò che i discenti vogliono diventare. Quest'ultimo punto ha portato a uno sviluppo dell'L2MSS, che è la teoria dell'investimento (Theory of Investment) introdotta da Norton e Peirce (1995).
Nella ricerca sul flusso nelle attività, in particolare nello studio delle L2, un task innesca il flusso se ha una quarta caratteristica: oltre a essere interessante e piacevole, con obiettivi immediati e chiari e di difficoltà di solo un passo oltre le proprie capacità, il task deve essere controllabile. Il "controllo" del task si rivolge alla possibilità in capo al discente di riadattare il task ai propri bisogni e interessi, per cui è personalizzabile in base alle caratteristiche del proprio sé motivazionale e anche in base al proprio livello di abilità: un task dunque si può rendere intenzionalmente più difficile o più facile e dunque più invitante per la focalizzazione, dunque a cascata più motivante. Il concetto di controllo è legato a quello di autonomia del discente siccome, nel momento in cui il task è riadattato dal discente in quanto malleabile, aperto e personalizzabile, il discente ha esercitato la propria autonomia. Non a caso due caratteristiche di attività che innescano il flusso secondo Jacobs e Morgan (2022) sono proprio il fatto di essere centrate sullo studente e aperte. Un esempio di task su cui il discente può esercitare controllo e autonomia è la produzione scritta o orale di un testo con una consegna non rigida.

## Test di misurazione
Nella letteratura scientifica, un test di misurazione del flusso nelle attività legate alle lingue straniere in aula è lo Hungarian Scale of Classroom Flow di Oláh (2005), contenuta nell'opera "Emotions, Coping, Perfect Experience"; questa scala era originariamente riferita all'ungherese come L2, ma è riadattabile ad altre lingue straniere, come ad esempio l'inglese, il francese, il tedesco e lo spagnolo.
Un'altra scala di misurazione del flusso nata sempre in contesto di studio delle L2 è la Foreign Language Flow Scale (FLFS) di Xin Wang e Chenguang Hu (2022). Questa scala, comprendente 14 punti, è stata però sviluppata in un contesto di blended learning.
Una terza scala di misurazione è la Flow Form Scale (FFS), di cui esiste una versione breve sviluppata da Rheinberg, Vollmeyer et al. (2003). La versione originale della scala breve ha 13 punti e una scala di Likert a 7 punti, siccome include l'opzione "indeciso".
Nella ricerca scientifica, i test di misurazione del flusso si possono usare in concomitanza di altri test come ad esempio il Passive resistance to learning scale (PRLS), cioè la "Scala di resistenza passiva all'apprendimento" di Yavuz (2019), che possiede 21 punti e una scala di Likert a 5 punti.

### Flow Form Scale (FFS) breve in inglese
La versione originale in inglese della Flow Form Scale (FFS) in lingua inglese è:
1) I feel just the right amount of challenge.
2) My thoughts/activities run fluidly and smoothly.
3) I do not notice time passing.
4) I have no difficulty concentrating.
5) My mind is completely clear.
6) I am totally absorbed in what I am doing.
7) The right thoughts/movements occur of their own accord.
8) I know what I have to do each step of the way.
9) I feel that I have everything under control.
10) I am completely lost in thought.
11) Something important to me is at stake here.
12) I will not make any mistake here.
13) I am worried about failing.

### Flow Form Scale (FFS) breve in italiano
La traduzione della Flow Form Scale (FFS) breve in italiano è la seguente:
1) Sento proprio la giusta quantità di difficoltà/sfida.
2) I miei pensieri/attività scorrono in modo fluido e liscio.
3) Non noto il tempo che passa.
4) Non ho difficoltà a concentrarmi.
5) La mia mente è completamente libera.
6) Sono totalmente assorbito in quello che sto facendo.
7) I pensieri giusti/movimenti giusti accadono spontaneamente/senza che sia richiesto.
8) So cosa devo fare in ogni passo/step del percorso.
9) Sento che ho tutto sotto controllo.
10) Sono completamente perso nei miei pensieri.
11) Qualcosa di importante per me è in gioco qui.
12) Non farò alcun errore qui.
13) Ho preoccupazione di fallire.